# Zamach stanu w Nigrze (2023)
Zamach stanu w Nigrze w 2023 – zamach stanu trwający od 26 do 28 lipca 2023 roku. Przeprowadzony został przez gwardię prezydencką przeciw prozachodniemu prezydentowi Mohamedowi Bazoumowi. Odsunął on prezydenta od władzy, a jego miejsce zajął Abdourahamane Tchiani, wcześniejszy dowódca gwardii pałacowej.

## Geneza wydarzeń
Od uzyskania niepodległości w Nigrze doszło do kilku zamachów stanu (m.in. w 2010). Ostatnia próba zamachu stanu odbyła się w 2021, podczas wyborów w których zwyciężył Mohamed Bazoum, kandydat prozachodniej Nigerskiej Partii na rzecz Demokracji i Socjalizmu. Nowy prezydent współpracował z Unią Europejską, starając się ograniczyć napływ uchodźców z Afryki Subsaharyjskiej i walcząc z dżihadystami. W społeczeństwie obecne były jednak wciąż silne nastroje antyfrancuskie, które nasiliły się w związku z współpracą prezydenta z Francją.
Sytuację zaogniły udane zamachy stanu w pobliskich państwach (maj 2021 – Mali, wrzesień 2021 – Gwinea, styczeń i wrzesień 2022 – Burkina Faso). ECOWAS (którego członkiem jest Niger) zawiesiło w prawach członkowskich wymienione wcześniej kraje z powodu przewrotów. Państwo borykało się z biedą (jako jedno z najbiedniejszych państw świata) i powstaniami dżihadystów. Stopniową dominację w regionie zaczęła zyskiwać Rosja, gdyż Grupa Wagnera wsparła zamachy stanu w Mali i Burkinie Faso (wrześniowy).

## Przebieg zamachu
Według niektórych przekazów bezpośrednią przyczyną zamachu stanu miał być zamiar zastąpienie Abdourahmane Tchianiego na stanowisku dowódcy gwardii pałacowej. W chwili rozpoczęcia zamachu stanu armia Nigru liczyła około 30 000 żołnierzy, a siły puczystów podczas przewrotu szacowane są na około 57 000.

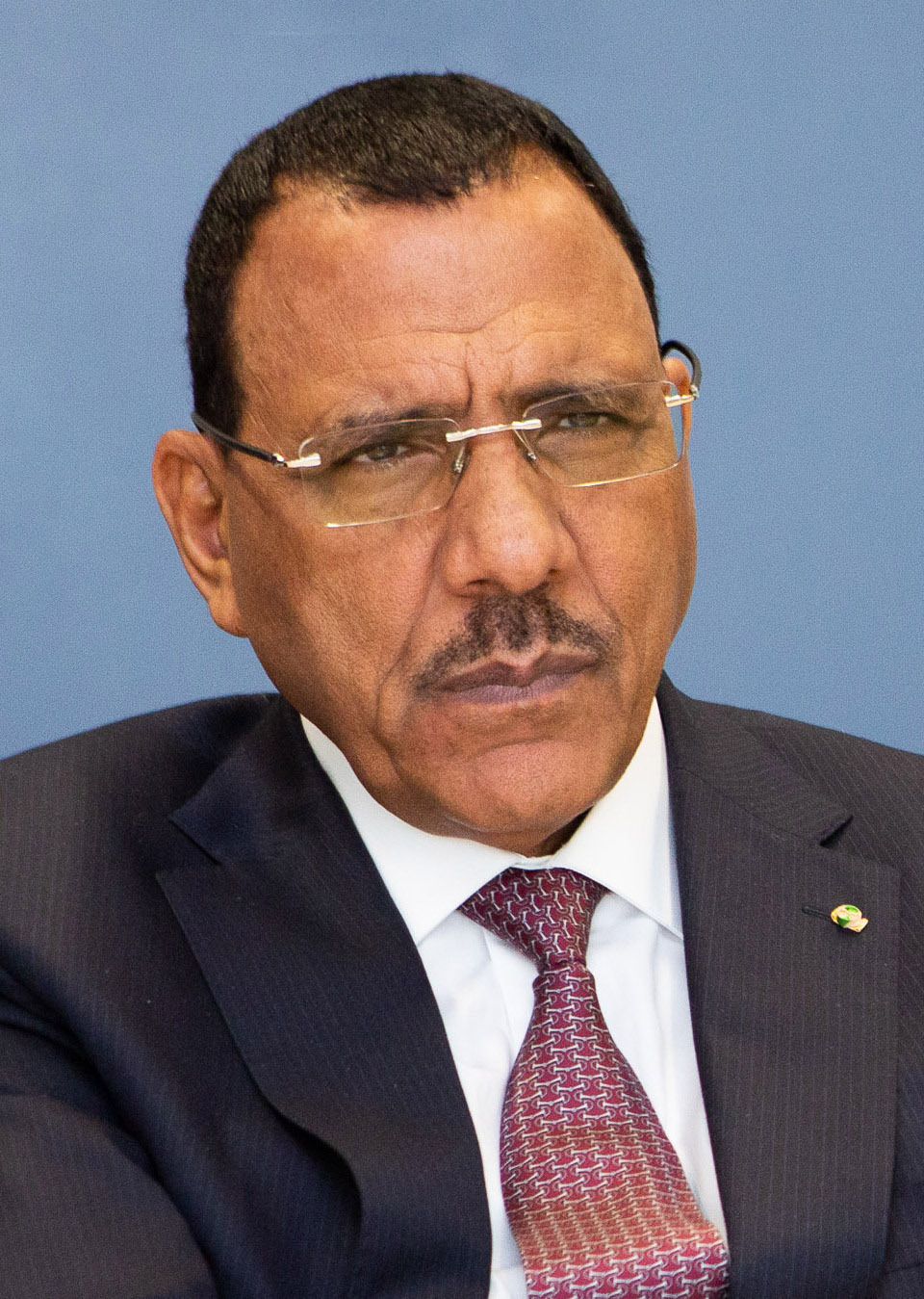
Mohamed Bazoum

### 26 lipca
26 lipca gwardia pałacowa rozpoczęła zamach stanu, poprzez zablokowanie pałacu prezydenckiego, więżąc de facto w areszcie domowym prezydenta oraz jego żonę i syna. Przewrót poparła początkowo niechętna mu Armia Nigru, według swoich własnych słów po to, "by uniknąć rozlewu krwi oraz destabilizacji państwa". Wkrótce ogłoszono również rozwiązanie rządu, aresztowano też ministra spraw wewnętrznych, Hamadou Souleya. Wkrótce około 400 zwolenników obalonego prezydenta próbowało przedrzeć się do pałacu, zostali jednak odpędzeni ostrzałem.

### 27 lipca
W nocy z 26 na 27 lipca w telewizji żołnierze oficjalnie ogłosili obalenie całego rządu, zamknięcie granic państwa, zawieszeniu wszystkich instytucji, unieważnieniu konstytucji i wprowadzenie godziny policyjnej. Obalony prezydent Bazoum wezwał swoich zwolenników do walki przeciw zamachowi oraz powiedział, że mimo jego obalenia zwycięży w Nigrze demokracja. Hassoumi Massoudou, obalony minister spraw zagranicznych, ogłosił się w zastępstwie Bazouma pełniącym obowiązki głowy państwa. Powiedział też, iż za zamachem nie stała cała armia.

### 28 lipca
Po obaleniu Bazouma generał Abdourahamane Tchiani ogłosił się nową głową państwa i ostrzegł przed interwencją zagraniczną, która spowoduje jego zdaniem jeszcze większy chaos. Generał skrytykował też politykę Bazouma, wskazując na jej nieskuteczność.

## Późniejsze wydarzenia

Sytuacja polityczna w ECOWAS po zamachu stanu w Nigrze:
Junta i sojusznicy
Wspiera dyplomatycznie zamach stanu w Nigrze
Przeciwstawia się dyplomatycznie zamachowi stanu w Nigrze
Przeciwstawia się militarnie zamachowi stanu w Nigrze

Junta i sojusznicy
     Wspiera dyplomatycznie zamach stanu w Nigrze
     Przeciwstawia się dyplomatycznie zamachowi stanu w Nigrze
     Przeciwstawia się militarnie zamachowi stanu w Nigrze

### 30 lipca
30 lipca ECOWAS wystosował ultimatum do nigerskiej junty wojskowej, zgodnie z którym Bazoum miał zostać przywrócony na stanowisko prezydenta w ciągu tygodnia. W komunikacie odczytanym przez przewodniczącego Komisji ECOWAS, Omara Touraya, na nadzwyczajnym szczycie zwołanym w Abudży w odpowiedzi na zamach stanu, organizacja ogłosiła, że jeśli jej żądania nie zostaną spełnione, „podejmą wszelkie niezbędne środki w celu przywrócenia porządku konstytucyjnego w Republice Nigru”, i że „takie środki mogą obejmować użycie siły”. Reakcja bloku wobec junty drastycznie różniła się od działań podjętych podczas wcześniejszych zamachów stanu w Mali, Burkinie Faso i Gwinei, które nie wiązały się z groźbą użycia siły w celu przywrócenia obalonego rządu. ECOWAS ogłosił również „natychmiastowe sankcje” wobec Nigru, w tym zamknięcie granic lądowych i powietrznych, nałożenie strefy zakazu lotów na wszystkie loty komercyjne do i z Nigru oraz zawieszenie wszystkich transakcji handlowych i finansowych między ECOWAS a Nigrem. Aktywa przedsiębiorstw państwowych Nigru zostały zamrożone przez Bank Centralny ECOWAS, co doprowadziło do anulowania emisji obligacji o wartości 30 miliardów franków CFA (51 milionów dolarów).

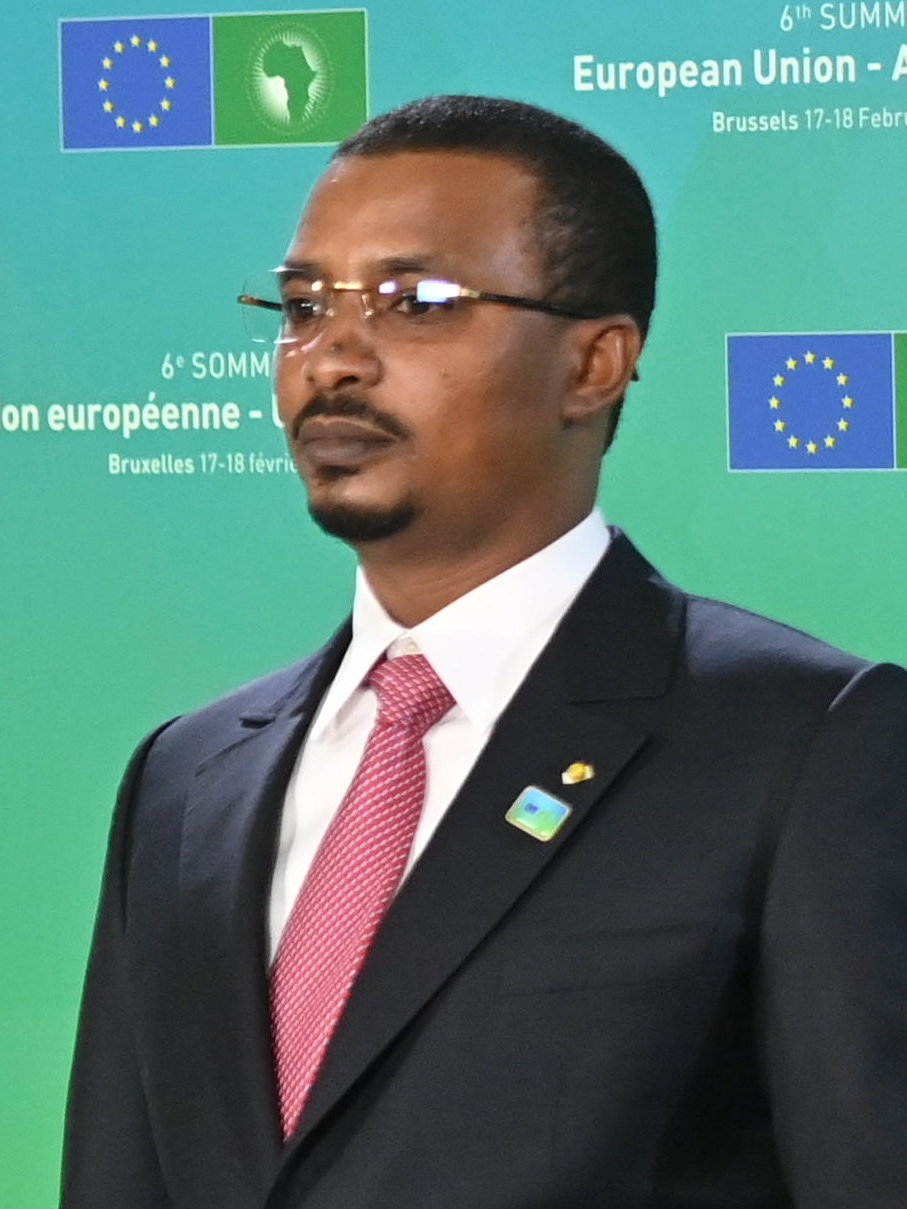
Mahamat Idriss Déby Itno

### 31 lipca
31 lipca na polecenie ECOWAS prezydent Czadu Mahamat Déby Itno spotkał się z generałem Tchianim i prezydentem Bazoumem w pałacu prezydenckim w Niamey. Prezydencja Czadu opublikowała zdjęcia ze spotkania, na którym Bazoum pojawił się po raz pierwszy od czasu puczu.

### 1 sierpnia
1 sierpnia Amadou Abdramane, pułkownik będący jednym z przywódców powstania, powiedział że obalony rząd poprosił Francję o interwencje w celu jego przywrócenia.
Tego samego dnia Mali i Burkina Faso wydały wspólne oświadczenie ostrzegające przed zagraniczną interwencją wojskową w Nigrze i stwierdziły, że byłoby to „wypowiedzeniem wojny” ich narodom. W oświadczeniu stwierdzono, że „tymczasowe rządy Burkina Faso i Mali wyrażają swoją braterską solidarność […] z narodem Nigru, który z pełną odpowiedzialnością zdecydował się wziąć swój los w swoje ręce i przejąć pełnię swojej suwerenności przed historią”. Kraje te oświadczyły również, że nie będą egzekwować sankcji ECOWAS, określając je jako „nielegalne i nieludzkie”. Prezydent Gwinei, Mamady Doumbouya, również potępił sankcje z podobnych powodów.

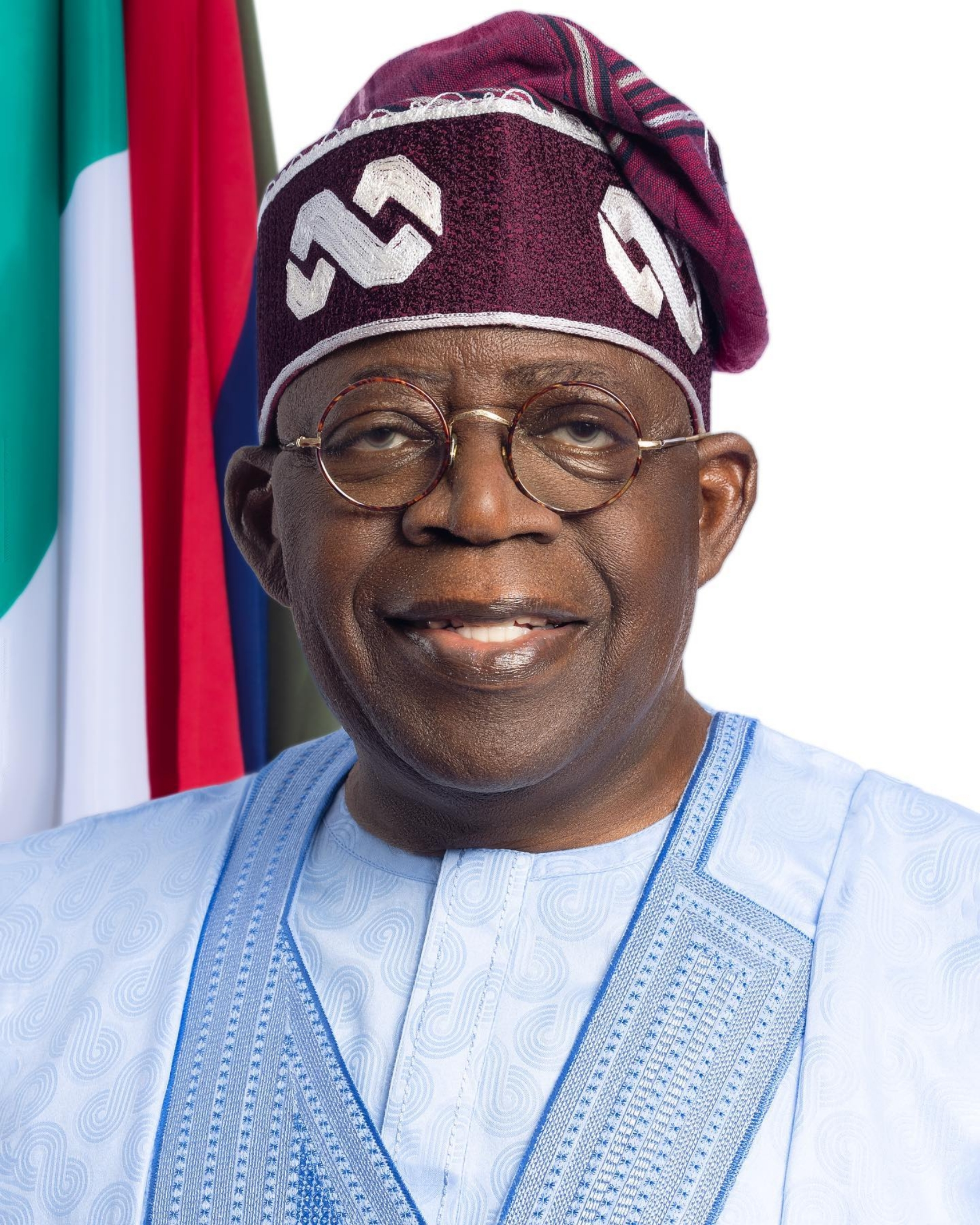
Bola Tinubu

### 2 sierpnia
W miastach w Nigrze zgłoszono ciągłe przerwy w dostawie prądu, za które państwowa firma energetyczna Nigelec obwiniła Nigerię, z powodu odcięcia dostaw. Podczas gdy Transmission Company of Nigeria odmówiła komentarza, anonimowe źródło miało poinformować BBC, że posunięcie to było zgodne z dyrektywą prezydenta Bola Tinubu.
Do Nigru w celu ewakuacji mieszkańców przyleciał francuski samolot, który ewakuował część Francuzów i 4 Polaków. Na ewakuacje swoich obywateli zdecydowały się też Hiszpania i Wielka Brytania.

### 3 sierpnia
ECOWAS wysłał kolejną delegację do Nigru, aby negocjowała z juntą, tym razem kierowaną przez byłego nigeryjskiego dowódcę wojskowego Abdulsalamiego Abubakara, w skład której wchodzi także sułtan Sokoto, Muhammadu Sa’ad Abubakar i Omar Touray, przewodniczący Komisji ECOWAS. Abdel-Fatau Musah, komisarz ECOWAS do spraw politycznych, pokoju i bezpieczeństwa, powiedział, że „opcja wojskowa jest ostatnią opcją, ostatecznością, ale musimy przygotować się na taką ewentualność”. Tymczasem szefowie wojskowi państw członkowskich ECOWAS spotkali się w Abudży, aby omówić sytuację w Nigrze. W tym samym czasie poufny sygnał wojskowy został odebrany w Nigerii, wydając rozkazy nigeryjskiej armii, by wyznaczyły jednostki do operacji wojskowej przeciwko Nigrowi, zmobilizowały siły zbrojne i ustanowiły strefę zakazu lotów. Kilka godzin później Wybrzeże Kości Słoniowej wydało oświadczenie, w którym poparło sankcje ECOWAS i zapowiedział udział tego kraju w przygotowaniach do interwencji wojskowej w Nigrze. Potwierdzenie o tym, że ich kraje także wezmą udział w interwencji wojskowej w Nigrze, wyrazili Minister Spraw Zagranicznych Senegalu Aïssata Tall Sall i jej odpowiednik w Beninie Shegun Adjadi Bakari.

### 4 sierpnia
Bola Tinubu zwrócił się w liście skierowanym do Senatu Nigerii o zezwolenie na interwencję w Nigrze. Na zdjęciach widać, jak w ostatnich dniach wojska nigeryjskie gromadziły się na granicy z Nigrem.

### 5 sierpnia
W przestrzeni medialnej pojawiły się doniesienia, że junta, za pośrednictwem generała Salifou Mody, formalnie poprosiła Grupę Wagnera o pomoc podczas jego wizyty w Mali. Tego samego dnia źródła podają, że do stolicy Nigru, Niamey, przybyli z Mali instruktorzy Grupy Wagnera i specjaliści ds. bezpieczeństwa.
Po spotkaniu z premierem Bazouma Ouhoumoudou Mahamadou w Paryżu, minister spraw zagranicznych Francji Catherine Colonna zadeklarowała poparcie swojego kraju dla interwencji ECOWAS w Nigrze, nie precyzując, czy Francja udzieli jej wsparcia militarnego.
Senat Nigerii odrzucił prośbę Boli Tinubu o zezwolenie na interwencję wojskową w Nigrze i zamiast tego wezwał go do rozwiązania kryzysu bardziej pokojowymi środkami. Jednak konstytucja Nigerii nadal zezwala prezydentowi na rozmieszczanie wojsk za granicą bez zgody Senatu, jeśli prezydent uważa, że bezpieczeństwo narodowe jest „bezpośrednio zagrożone”.

### 6 sierpnia
Tygodniowy termin, w którym junta wojskowa miała zwrócić władzę Bazoumowi lub stanąć w obliczu interwencji wojskowej, upłynął.

### 7 sierpnia
ECOWAS ogłosił plany zorganizowania szczytu 10 sierpnia w celu omówienia kolejnych kroków w sprawie sytuacji w Nigrze.

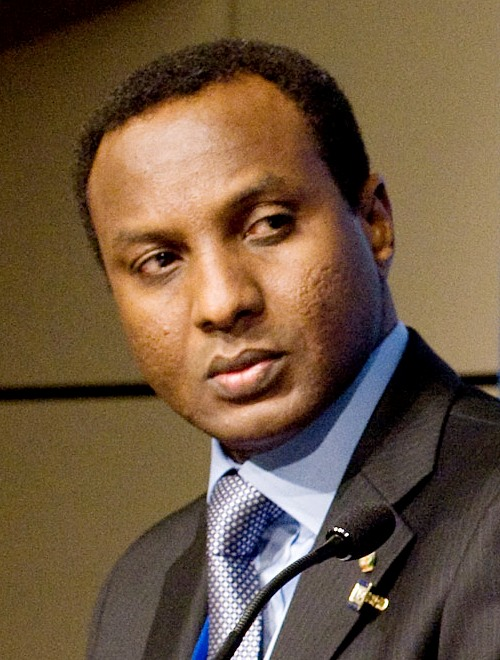
Ali Lamine Zeine

### 8 sierpnia
Junta mianowała nowym premierem ekonomistę Alego Lamine’a Zeine’a. Zeine był ministrem finansów do 2010 roku, później pracował w Afrykańskim Banku Rozwoju.
Wspólna delegacja złożona z urzędników ECOWAS, Organizacji Narodów Zjednoczonych i Unii Afrykańskiej próbowała prowadzić rozmowy z juntą, ale odmówiono im wstępu. W odpowiedzi Nigeria ogłosiła dodatkowe sankcje wymierzone w osoby zaangażowane w zamach stanu za pośrednictwem Nigeryjskiego Banku Centralnego.

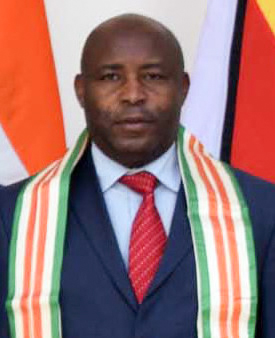
Evariste Ndayishimiye

### 10 sierpnia
Junta ogłosiła powołanie nowego rządu, mianując 21 ministrów na czele z premierem Zeine w ogłoszeniu w telewizji państwowej „sekretarza generalnego rządu” Mahamane Roufai Laouali. Trzech generałów, którzy byli członkami CNSP, zostało mianowanych szefami ministerstw spraw wewnętrznych, obrony i sportu.
ECOWAS otworzył swoje drugie nadzwyczajne posiedzenie w Abudży w sprawie sytuacji w Nigrze, a prezydent Nigerii Bola Tinubu powtórzył w swoim przemówieniu otwierającym, że blok oceni rozwiązania sytuacji i nazwał zamach stanu „zagrożeniem” dla Afryki Zachodniej. Nie było jasne, czy w posiedzeniu uczestniczyli przedstawiciele Burkina Faso, Gwinei i Nigru. Jednak obecny był także prezydent Mauretanii Muhammad wuld al-Ghazwani, którego kraj opuścił ECOWAS w 2000 roku, oraz prezydent Burundi Évariste Ndayishimiye. Po szczycie ECOWAS nakazał natychmiastowe postawienie swoich sił w stan gotowości w celu przywrócenia porządku konstytucyjnego w Nigrze.

### 13 sierpnia
Junta ogłosiła, że planuje postawić prezydenta Bazoum i jego współpracowników przed sądem, pod zarzutami "zdrady", oraz "zagrażania bezpieczeństwu państwa". Telewizyjne orędzie w tej sprawie wygłosił pułkownik Amadou Abdramane.

### 14 sierpnia
Główny zastępca rzecznika Departamentu Stanu Stanów Zjednoczonych Vedant Patel, uznał zapowiedzi postawienia prezydenta Bazouma przed sądem za "zupełnie nieuzasadnione", stwierdził też, że "nie przyczyni się to do pokojowego rozwiązania kryzysu". Planowany proces negatywnie ocenił również Stéphane Dujarric, rzecznik ONZ.
Według szejka Abdullaha Bala Lau, przewodzącego delegacji islamskich duchownych z Nigerii, generał Tchiani zgodził się na bezpośrednie rozmowy z ECOWAS.

### 17 sierpnia
Przywódcy wojsk państw ECOWAS spotkali się w Akrze, by "sfinalizować plany rozmieszczenia sił szybkiego reagowania", jak głosił komunikat organizacji. Jednocześnie, w czasie szczytu, komisarz ECOWAS Abdel-Fatau Musah, oskarżył juntę o celowe unikanie spotkania z przedstawicielami sojuszu, poprzez "zabawę w kotka i myszkę".

### 18 sierpnia
Na zakończenie spotkania w Akrze, komisarz ECOWAS do spraw politycznych, pokoju i bezpieczeństwa Abdel-Fatau Musah powiedział, że blok regionalny wyznaczył „dzień D” na ewentualną interwencję wojskową przeciwko juncie, ale odmówił ujawnienia daty. Niemniej jednak organ utrzymywał, że nadal jest otwarty na środki dyplomatyczne w celu rozwiązania kryzysu.

### 19 sierpnia
Delegacja ECOWAS na czele z Abdulsalamim Abubakarem przybyła do Niamey na rozmowy z juntą, dołączając do specjalnego przedstawiciela ONZ ds. Afryki Zachodniej i Sahelu Leonardo Santosa Simao, który przybył 18 sierpnia. Grupa spotkała się z Tchianim, a później z Bazoumem.

### 20 sierpnia
Po spotkaniu z przedstawicielami ECOWAS, generał Tchiani ogłosił plan przekazania władzy w Nigrze w ciągu trzech następnych lat, jednocześnie krytykując w specjalnym telewizyjnym orędziu sankcje nałożone na Niger i ostrzegając przed oporem w razie obcej interwencji wojskowej. W następstwie przemówienia, kilka tysięcy osób protestowało w Niamey przeciw polityce ECOWAS, wspierając działania junty. Według doniesień Reuters, w stolicy kraju pojawiły się tysiące ochotników chcących dołączyć do wojska w razie inwazji.
Komisarz ECOWAS Abdel-Fatau Musah odrzucił plan generała Tchianego, podkreślając, że władza w Nigrze powinna zostać przekazana nie w ciągu 3 lat, a jak najkrótszym możliwym czasie.

### 22 sierpnia
Unia Afrykańska zawiesiła Niger w prawach członka ze skutkiem natychmiastowym, do czasu "skutecznego przywrócenia konstytucyjnego porządku w kraju". Jednocześnie, organizacja wezwała społeczność międzynarodową by nie legitymizowała w żaden sposób rządów junty.

### 24 sierpnia
Ministrowie spraw zagranicznych Mali i Burkina Faso odwiedzili Niamey. Po ich spotkaniu z przedstawicielami junty, generał Tchiani ogłosił, że upoważnił wojska Mali i Burkina Faso do działań na terenie Nigru "w przypadku agresji".

### 25 sierpnia
Junta wezwała ambasadora Francji w Nigrze, Sylvaina Itte do opuszczenia kraju w ciągu 48 godzin, zarzucając mu działania sprzeczne z interesami Nigru. Francja odmówiła, twierdząc, że "puczyści nie mają uprawnień, aby wystąpić z takim wnioskiem".

### 26 sierpnia
W Niamey odbyły się kolejne antyfrancuskie protesty, podczas których protestujący grozili, że wedrą się siłą do francuskiej ambasady, jeśli ambasador i francuskie wojsko stacjonujące w Nigrze nie opuszczą kraju. W innym marszu w stolicy, tysiące ludzi świętowało miesiąc rządów junty.
Wojska junty zostały postawione w stan najwyższej gotowości, w związku z "coraz silniej odczuwalną groźbą agresji wobec terytorium kraju".

### 27 sierpnia
Upłynęło 48-godzinne ultimatum opuszczenia kraju postawione francuskiemu ambasadorowi, lecz miejsce jego pobytu nie było znane. Protesty w Niamey, w trakcie których wznoszono hasła przeciw ECOWAS i Francji, były kontynuowane, miały w nich wziąć udział dziesiątki tysięcy osób.

### 28 sierpnia
Francuski prezydent Emmanuel Macron ogłosił, że ambasador tego kraju pozostał w Nigrze, wbrew ultimatum postawionym przez juntę. Stwierdził też, że polityka Francji w Sahelu nie może cechować się ani "paternalizmem", ani "wszelką słabością" – a za przejaw takiej uznał reakcje rządu w Paryżu wobec wcześniejszych przewrotów w regionie.

### 31 sierpnia
W Toledo doszło do spotkania ministrów spraw zagranicznych krajów Unii Europejskiej, z szefem MSZ Ukrainy Dmytro Kulebą, jego odpowiednikiem z obalonego rządu Nigru Hassoumi Massoudou, oraz przewodniczącym komisji ECOWAS Omarem Touray. Tematem rozmów oprócz rządów junty w Nigrze, był zamach stanu w Gabonie, czy inwazja Rosji na Ukrainę.
Junta odebrała francuskiemu ambasadorowi w Nigrze immunitet dyplomatyczny, po czym nakazała policji wydalić go z kraju razem z całą rodziną.
Nigeryjski prezydent Bola Tinubu zaproponował, by władza w Nigrze została przekazana w ręce cywilów po dziewięciu miesiącach. Stwierdził, że podobny okres przejściowy miał miejsce za rządów Abdulsalami Abubakara w Nigerii.

### 2 września
W pobliżu francuskich baz wojskowych w Nigrze doszło do protestów zwolenników junty, w trakcie których wznoszono hasła wzywające armię Francji do opuszczenia kraju. Część protestujących miała próbować dostać się na teren baz.

### 4 września
Junta ogłosiła otwarcie przestrzeni powietrznej Nigru dla lotów komercyjnych, przy utrzymaniu zakazu lotów o charakterze wojskowym.

### 5 września
Rządzący Nigrem z ramienia junty premier Ali Lamine Zeine ogłosił, że trwają rozmowy w sprawie wycofania wojsk francuskich z Nigru. Mimo tego, stwierdził, że junta wciąż chce utrzymać współpracę z Francją.

### 7 września
Według informacji medialnych, Stany Zjednoczone rozpoczęły wycofywanie niepotrzebnego personelu z Nigru, podczas gdy reszta amerykańskich żołnierzy została przeniesiona z Niamey do bazy w Agadez.

### 10 września
Rzecznik junty, Amadou Abdramane oskarżył Francję o przygotowywanie inwazji na Niger, poprzez "rozmieszczanie swoich sił w kilku krajach ECOWAS". Abdramane poinformował, że Francja wysłała do Beninu i Wybrzeża Kości Słoniowej samoloty wojskowe, helikoptery oraz 40 pojazdów opancerzonych.

### 12 września
Junta potępiła porozumienie wojskowe, jakie rząd Bazouma zawarł z Beninem rok wcześniej. Puczyści stwierdzili, że kraj ten "rozważa agresję" w kierunku Nigru.
Hama Amadou, były premier Nigru i przeciwnik Bazouma, powrócił do kraju po trwającym dwa lata pobycie na emigracji we Francji.

### 13 września
Stany Zjednoczone osiągnęły porozumienie z juntą, w sprawie wykonywanie przez amerykańskie wojsko w Nigrze operacji z użyciem dronów i samolotów załogowych. Wznowiono je po miesiącu przerwy.

### 16 września
Mali, Burkina Faso i Niger ogłosiły powołanie Sojuszu Państw Sahelu - organizacji o charakterze zaczepno-obronnym, której karta założycielska głosiła iż "każdy atak na suwerenność i integralność terytorialną jednej lub większej liczby umawiających się stron zostanie uznany za agresję przeciwko innym stronom".

### 23 września
Sekretarz stanu Stanów Zjednoczonych Antony Blinken spotkał się z przedstawicielami ECOWAS oraz Mauretanii w celu przedyskutowania kryzysu w Nigrze. Wszyscy uczestnicy spotkania zgodzili się, że junta musi uwolnić prezydenta Bazouma i jego rodzinę.
Przywódcy junty skrytykowali przewodniczącego ONZ Antonio Guterresa, za niedopuszczenie ich do uczestnictwa w 78 sesji Zgromadzenia Ogólnego. Uznali to za "perfidne działanie".

### 24 września
Emmanuel Macron ogłosił, że ambasador Francji został odwołany z Nigru, zaś francuskie wojsko wycofa się do końca roku. Junta z zadowoleniem przyjęła to ogłoszenie, nazywając je "krokiem ku suwerenności".

### 27 września
Francja potwierdziła, że Sylvain Itte opuścił Niger. Ambasador powrócił do Paryża, po tym gdy junta nakazała wydalenie go z kraju.

### 28 września
Siedmiu żołnierzy armii Nigru zginęło, zaś siedmiu zostało rannych, w walce z dżihadystami. Nigryjskich żołnierzy miało zaatakować "kilka tysięcy terrorystów" w Kandaji w regionie Tillaberri, wedle słów ministra obrony Salifou Mody.

### 2 października
Ministerstwo Spraw Zagranicznych Algierii, ogłosiło, że junta zgodziła się wprowadzić w życie algierski plan pokojowy, który przewiduje trwający sześć miesięcy okres przejściowy. Prezydent Algierii Abd al-Madżid Tabbun zwrócił się do ministra Ahmeda Attafa by ten jak najszybciej udał się do Niamey.

### 5 października
Francuski Sztab Generalny ogłosił, że w ciągu tygodnia rozpocznie się operacja opuszczania przez francuskie wojsko Nigru. Podkreślono, że dojdzie do tego w porozumieniu i koordynacji z lokalnymi władzami. Spekuluje się, że ewakuowani francuscy żołnierze razem ze sprzętem mogliby trafić do Czadu.

### 22 grudnia
Francja ogłosiła, że zamknie swoją ambasadę w Nigrze, twierdząc, że „nie jest już w stanie normalnie funkcjonować ani wypełniać swoich misji” z powodu ograniczeń nałożonych przez juntę. Nastąpiło to, gdy ostatni żołnierze francuscy opuścili Niger na rozkaz dowódców wojskowych kraju.

### 24 lutego 2024
ECOWAS ogłosiło, że natychmiast znosi sankcje wobec Nigru ze względów humanitarnych oraz w ramach wysiłków na rzecz wspierania dialogu i przekonania narodów pod przewodnictwem junty do cofnięcia swojej decyzji o opuszczeniu ECOWAS.

## Reakcje

### Reakcja społeczeństwa
W środę 26 lipca spora część mieszkańców stolicy wyszła na ulicę, by w ten sposób okazać poparcie obalonemu rządowi. 30 lipca odbył się jednak inny marsz, którego uczestnicy popierali juntę i zaatakowali i podpalili francuską ambasadę. Podczas protestu część jego uczestników niosła ze sobą flagę Rosji oraz wykrzykiwała prorosyjskie oraz antyfrancuskie hasła. W następnych dniach, protesty wspierające działania junty powtarzały się. Również na wieść o planowanej inwazji państw ECOWAS na Niger pojawiły się licznie osoby chcące dołączyć do wojska junty. 20 sierpnia odbył się też protest kilku tysięcy mieszkańców Niamey, mający na celu wyrażenie sprzeciwu wobec polityki ECOWAS.

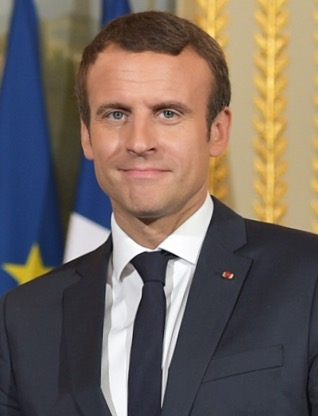
Emmanuel Macron

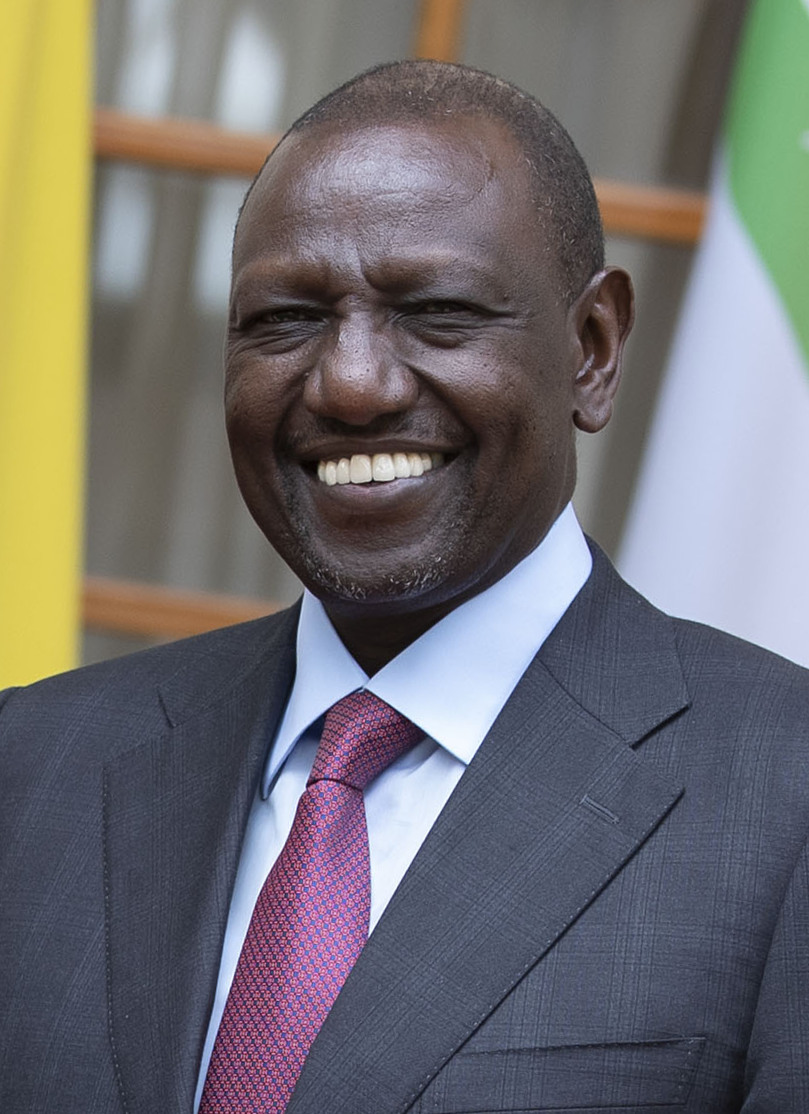
William Ruto

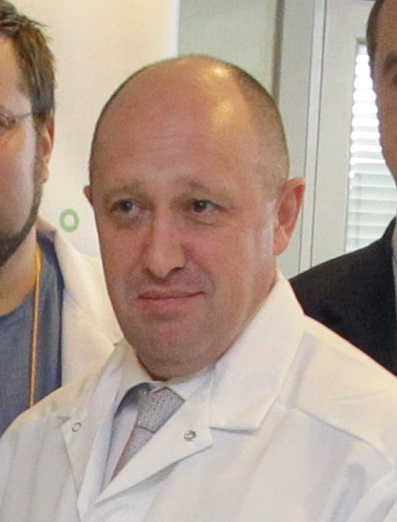
Jewgienij Prigożyn

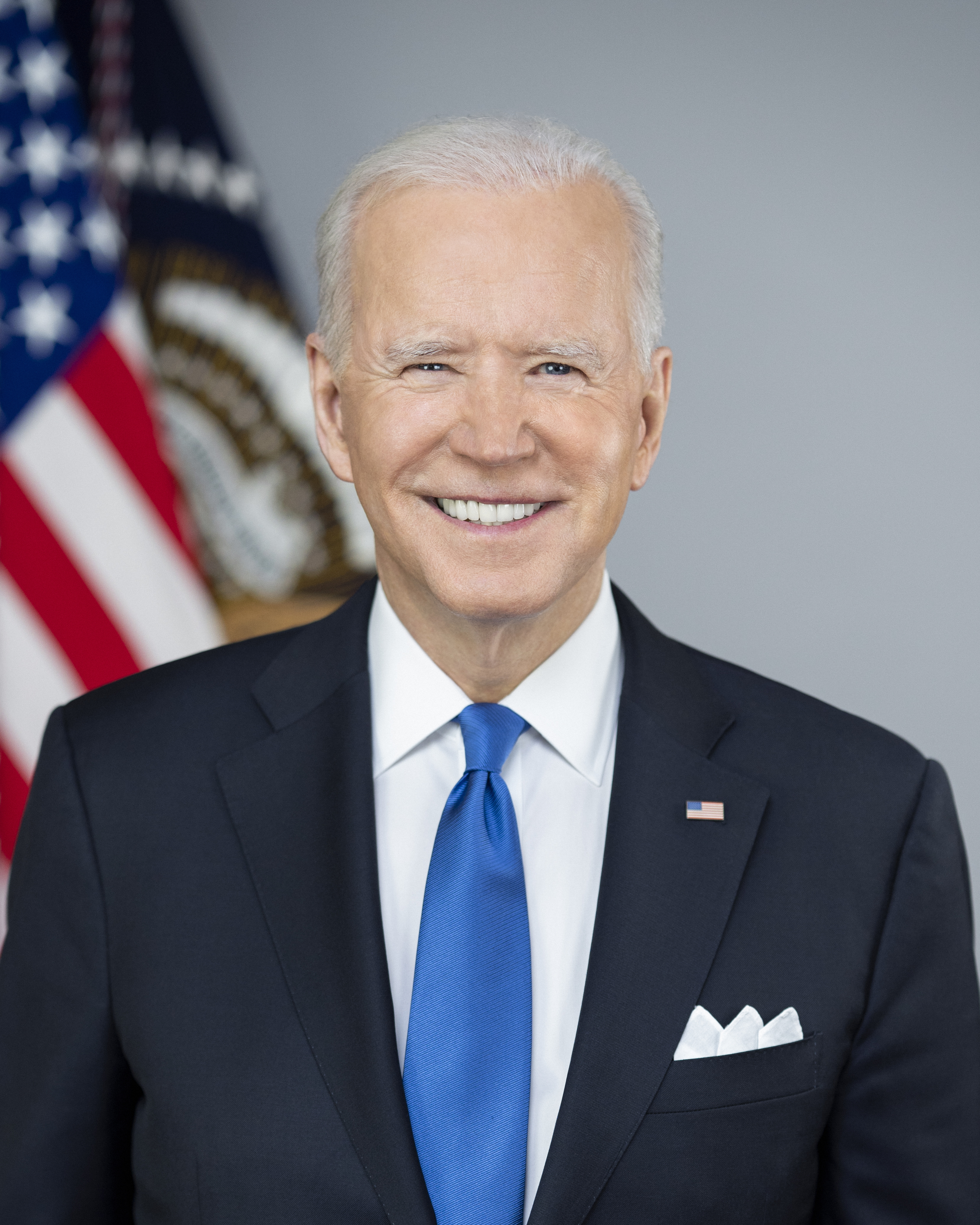
Joe Biden

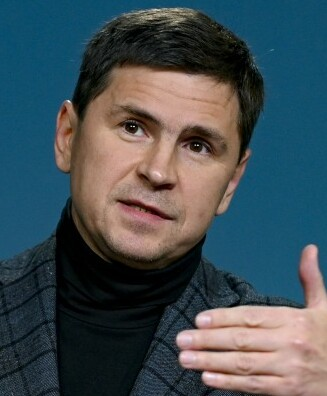
Mychajło Podolak

### Reakcje zagraniczne
- Algieria – Algieria już 26 lipca zdecydowanie opowiedziała się przeciw przewrotowi, potępiła zamachowców i wyraziła swoje zaniepokojenie sytuacją w regionie. 23 sierpnia minister spraw zagranicznych Ahmed Attaf rozpoczął serię wizyt w Nigerii, Beninie i Czadzie w celu rozwiązania kryzysu. Prezydent Abd al-Madżid Tabbun podkreślił, że bez udziału Algierii wypracowanie rozwiązania nie będzie możliwe[82]. 29 sierpnia minister Attaf przedstawił propozycję zakończenia kryzysu, która obejmowałaby półroczny okres przejściowy, aby "przywrócić konstytucyjny i demokratyczny porządek". Stwierdził też, że Algieria odrzuca możliwość interwencji wojskowej[83][84].
- Arabia Saudyjska – Ministerstwo Spraw Zagranicznych wielokrotnie potępiło pucz, oraz wezwało do uwolnienia prezydenta Bazouma w pierwszych dniach rządów junty. Potem, arabski rząd deklarował śledzenie zdarzeń z "wielką troską"[85][86].
- Benin i  Czad – 1 sierpnia Mahamat Déby Itno, przywódca Czadu, rozmawiał z obalonym prezydentem w Niamey oraz wcześniej z dowódcami przewrotu. Przewodził on delegacji państw ECOWAS i podjął się rozwiązania konfliktu, dając armii Nigru tydzień na oddanie władzy (grożąc sankcjami). Przedstawicielem ECOWAS w Niamey był też prezydent Beninu Patrice Talon, który stwierdził, iż wszystkie środki zostaną użyte by przywrócić w państwie demokrację. Shegun Adjadi Bakari, minister spraw zagranicznych Beninu, 3 sierpnia poinformował, że państwo to weźmie udział w ewentualnej interwencji zbrojnej na rzecz Bazouma[2][3][21].
- Burkina Faso – Wojskowy rząd Ibrahima Traore wraz z rządem wojskowym Mali ostrzegł, że interwencja wojskowa w Nigrze będzie uznana za atak na ich państwa. 31 sierpnia rząd kraju wydał zgodę na rozmieszczenie wojsk Burkina Faso w Nigrze[87][88].
- Burundi – Prezydent Burundi, Évariste Ndayishimiye, wziął udział w zlocie członków ECOWAS z 10 sierpnia, gdzie omawiano sytuację w Nigrze[35].
- Chińska Republika Ludowa – W czwartek 3 sierpnia Chiny wezwały do pokojowego rozstrzygnięcia konfliktu. 7 sierpnia chińska ambasada w Niamey zarekomendowała swoim obywatelom ewakuację[89][90].
- Egipt – 23 sierpnia Ministerstwo Spraw Zagranicznych wydało oświadczenie, w którym apelowało o rozwiązanie kryzysu drogą dialogu. Stwierdzono, że Egipt "wspiera wszystkie wysiłki zmierzające do zmniejszenia napięć w sposób, który promuje demokratyczny porządek, suwerenność i stabilność Nigru, oraz zapobiega eskalacji, która mogłaby zachwiać regionalnym bezpieczeństwem"[91].
- Francja – Francja nie odpowiedziała na apel obalonego rządu o jego przywrócenie, mówiąc tylko, iż obalony rząd jest jedynym rządem Nigru przez nich uznawanym. Catherine Colonna, minister spraw zagranicznych państwa, wydała oświadczenie, że Francja poprze sankcję na Niger[3][4]. 1 sierpnia Emmanuel Macron w wyniku spalenia przez protestujących francuskiej ambasady podjął decyzję o ewakuacji z Nigru rządowymi samolotami 1500 Francuzów oraz innych obywateli państw Unii Europejskiej[12]. Później Francja zwróciła się do Narodowej Rady Obrony Ojczyzny o zabezpieczenie swojej zniszczonej ambasady[92]. 24 sierpnia prezydent Macron potępił zamach, wezwał do uwolnienia prezydenta Bazouma, oraz stwierdził, że bez francuskich misji wojskowych w Sahelu, Mali i Burkina Faso mogłyby nie istnieć[93].
- Ghana – Ghana, jako członek ECOWAS, od początku kryzysu potępiła pucz i nałożyła sankcję na Niger, zaś 17 i 18 sierpnia w stolicy kraju, Akrze, miał miejsce szczyt ECOWAS. Na początku września 2023 Al-Dżazira informowała o rosnących cenach żywności w Ghanie i kryzysie żywnościowym w następstwie nałożenie sankcji na Niger[94][95].
- Gwinea – Mamady Doumbouya, pełniący obowiązki prezydenta Gwinei po zamachu stanu z 2021, 1 sierpnia sprzeciwił się nakładaniu sankcji na Niger oraz wyraził poparcie dyplomatyczne dla zamachowców[10].
- Hiszpania – Rząd Hiszpanii zdecydował się na ewakuację 70 swoich obywateli z Nigru. Ze względów bezpieczeństwa nie podał szczegółów operacji[13].
- Indie – 11 sierpnia Ministerstwo Spraw Zagranicznych Indii wezwało swoich obywateli do opuszczenia Nigru "tak szybko jak to możliwe". Rząd zadeklarował też, że "ściśle monitoruje rozwój sytuacji"[96].
- Iran –  1 sierpnia rzecznik ministerstwa spraw zagranicznych Nasser Kanaani określił Niger jako "przyjazny kraj", podkreślił przy tym "potrzebę poszanowania praworządności", zaś jako sposób rozwiązania kryzysu wskazał "wewnętrzny dialog"[97].
- Japonia – 2 sierpnia Hirokazu Matsuno, główny rzecznik rządu ogłosił, że dwóch Japończyków i jeden członek rodziny innej narodowości zostali ewakuowani z Nigru przy pomocy Francji[98].
- Kanada – 6 sierpnia kanadyjski rząd ogłosił zawieszenie programów pomocy rozwojowej, które do tej pory prowadził z Nigrem[99].
- Kazachstan  – 28 sierpnia dyrektor Kazatompromu, Yerzhan Mukanov ogłosił, że Kazachstan jest gotów zwiększyć dostawy uranu do Europy w razie niedoborów spowodowanych puczem w Nigrze[100].
- Kenia – Prezydent Kenii William Ruto stwierdził, że przejęcie władzy w Nigrze przez Tchianiego jest "poważną porażką" dla Afryki[4].
- Korea Południowa – 5 sierpnia dwóch koreańskich obywateli zostało ewakuowanych z Nigru hiszpańskim samolotem do Madrytu, wcześniej trzech innych opuściło kraj[101].
- Mali – Wojskowy rząd Assimi Goity wraz z rządem wojskowym Burkiny Faso po zamachu ostrzegł, że interwencja wojskowa w Nigrze będzie uznana za atak na ich państwa[10].
- Maroko – 30 lipca stały przedstawiciel Maroka przy Unii Afrykańskiej Mohamed Arrouchi stwierdził, że jego kraj "ufa mądrości narodu Nigru", oraz "podkreśla znaczenie utrzymania stabilności tego braterskiego kraju[102]".
- Mauretania – Prezydent Mauretanii, Muhammad wuld al-Ghazwani, wziął udział w zlocie członków ECOWAS z 10 sierpnia, gdzie omawiano sytuację w Nigrze[35].
- Niemcy – Pod koniec lipca Niemcy poinformowały, iż w wyniku zamachu stanu wstrzymują współpracę gospodarczą z Nigrem. Zdecydowano się też na nieewakuowanie swoich obywateli z państwa. 21 sierpnia minister spraw zagranicznych Annalena Baerbock na wspólnej konferencji ze swoim senegalskim odpowiednikiem zapowiedziała sankcje przeciw Nigrowi, oraz wsparła działania dyplomatyczne ECOWAS[103][104].
- Nigeria – 4 sierpnia poświadczono obecność wojsk Nigerii na granicy z Nigrem po uprzednio wysłanym sygnale dzień wcześniej[18]. Jednak prośba Boli Tinubu, by przeprowadzić wojskową interwencję w Nigrze została odrzucona przez nigeryjski senat[27]. 8 sierpnia nałożono sankcję na część osób związanych z przewrotem, poprzez  Nigeryjski Bank Centralny[33]. Stolica państwa, Abudża, była też miejscem dwóch spotkań członków ECOWAS dotyczących sytuacji w Nigrze.
- Polska – 2 sierpnia Ministerstwo Spraw Zagranicznych opublikowało wpis, w którym potępiło atak na francuską ambasadę i stwierdziło, iż obywatele państw trzecich muszą być chronieni. Z Nigru ewakuowali się francuskim samolotem czterej obywatele Polski[12].
- Republika Chińska – 10 sierpnia Ministerstwo Spraw Zagranicznych obiecało w pomocy ewakuacji dwóch Tajwańczyków znajdujących się wówczas w Nigrze[105].
- Republika Zielonego Przylądka – 2 sierpnia, 8 obywateli Republiki Zielonego Przylądka, którzy przybyli do Niamey na szczyt ECOWAS, zostało ewakuowanych francuskim samolotem do Paryża[106].
- Rosja – Jewgienij Prigożyn, dowódca Grupy Wagnera, poparł pucz i stwierdził, iż stanowi on pierwszy krok uniezależnienia się od państw zachodnich. Władimir Putin stwierdził jednak, że sytuacja w państwie po przewrocie jest powodem do zaniepokojenia. Dmitrij Pieskow w imieniu Rosji wzywał zaś obie strony do umiarkowania i przywrócenia porządku prawnego[107].
- Senegal – 3 sierpnia Aïssata Tall Sall, minister spraw zagranicznych państwa, zapowiedziała, że Senegal w razie konieczności przyłączy się do ewentualnej interwencji ECOWAS w Nigrze[108].
- Stany Zjednoczone – Sekretarz generalny USA, Antony Blinken, zaapelował o natychmiastowe uwolnienie przetrzymywanego Mohameda Bazouma[6]. Rozmawiał on też z obalonym prezydentem, przekazując mu wsparcie USA[2]. Również prezydent USA Joe Biden apelował o uwolnienie prezydenta[92].
- Turcja – 21 sierpnia turecki prezydent Recep Tayyip Erdoğan sprzeciwił się wojskowej interwencji w Nigrze. Jednocześnie zaapelował o powrót do "konstytucyjnego porządku i demokratycznej administracji[109]".
- Ukraina – 1 sierpnia doradca Wołodymyra Zełenskiego, Mychajło Podoliak, napisał na swoim koncie na Twitterze, że za zamachem stanu w Nigrze stoi Rosja[107].
- Watykan – 20 sierpnia papież Franciszek wyraził nadzieję, że kryzys wywołany zamachem stanu w Nigrze zostanie rozwiązany pokojowo[110].
- Wielka Brytania – W reakcji na zamach stanu w Nigrze 3 sierpnia brytyjska ambasada w Niamey zmniejszyła chwilowo liczbę swojego personelu[92]. Wcześniej zaś, 2 sierpnia, Wielka Brytania ewakuowała z Nigru 14 swoich obywateli[14]. 23 sierpnia brytyjski minister stanu ds. sił zbrojnych James Heappey spotkał się w Nigerii z wojskowymi z tego kraju, oraz urzędnikami ECOWAS. Po spotkaniu potwierdził wsparcie swojego kraju do działań wymierzonych przeciw juncie, oraz wezwał do uwolnienia prezydenta Bazouma[111].
- Włochy – 2 sierpnia w Rzymie wylądował włoski samolot, przewożący 87 osób ewakuowanych z Nigru. Oprócz 36 Włochów, byli to: 21 Amerykanów, 4 Bułgarów, 2 Austriaków, oraz po jednym obywatelu Wielkiej Brytanii, Nigru, Węgier, Senegalu i Nigerii. 31 sierpnia włoski minister spraw zagranicznych Antonio Tajani stwierdził, że wojskowe rozwiązanie kryzysu w Nigrze byłoby "katastrofą", która mogłaby spowodować nowy kryzys migracyjny. Jednocześnie, włoski minister pozytywnie ocenił algierską propozycję półrocznego okresu przejściowego[112][113].
- Wybrzeże Kości Słoniowej – 3 sierpnia w wydanym oświadczeniu państwo to poparło sankcję nakładane przez ECOWAS[19].